# Računalniška igra
Računálniška ígra je računalniški program, ki se ga uporablja za razvedrilo in zabavo. So vrsta videoiger, ki jih po navadi poganjajo osebni računalniki in predstavljajo pomembno ter hitro rastoče področje uporabe računalnikov. Na voljo je veliko raznovrstnih računalniško nadzorovanih iger, pri katerih je računalnik lahko nasprotnik človeškemu igralcu. Računalniške igre običajno uporabljajo hitro animirano grafiko na zaslonu in sintetiziran zvok.
Razvoj mikroprocesorja sredi sedemdesetih let je botroval nastanku komercialnih računalniških iger. Hitro so postale zelo priljubljene arkadne igrice, ki so uporabljale namenske čipe. Na voljo je cela paleta iger: od šaha do simulacije bojnega letala ali vesoljskega plovila. Nekatere izmed najbolj priljubljenih računalniških iger v zgodnjih devetdesetih letih so bile Wolfenstein 3D in Doom razvijalca id Software. Zasnovane so bile za igranje preko omrežja, vključno z internetom. Ko so uporabniki z id-ovo pomočjo ustvarili svoje lastne dodatke igram, se je okrog teh iger razvila cela subkultura.

## Žanri računalniških iger
Na osebnem računalnik lahko tečejo videoigre vseh obstoječih žanrov, vendar nekateri žanri tradicionalno prevladujejo na tej platformi, predvsem zaradi standardnih vhodnih enot - tipkovnice in računalniške miške. Realnočasovne strateške igre predstavljajo skoraj četrtino prodaje računalniških iger, medtem ko na igralnih konzolah praktično niso prisotne.

## Tehnologija računalniških iger

### Igralni pogon
Igralni pogon (game engine) je sestavni del računalniške igre, na osnovi katerega igra deluje. To je skupek uporabnih funkcij, ki pri igranju olajšajo delo z zvokom, grafiko, fiziko, povezovanjem, ... Razvijalci igralnih pogonov morajo upoštevati zmogljivosti strojne opreme, da lahko naredijo igro, ki deluje zadovoljivo tekoče in ponuja privlačno grafično podobo ter igralnost. Za razliko od igralnih konzol, ki združujejo vso strojno opremo v standardnem kompletu, obstaja praktično neomejeno število kombinacij komponent za osebne računalnike različnih proizvajalcev in zmogljivosti. Tako izdelovalci iger ob izdaji vključijo podatek o minimalnih zahtevah glede strojne opreme in priporočeni konfiguraciji, ki zagotavlja tekoče delovanje.

### Oprema računalnika
Dandanes je v svetu računalniških iger veliko povpraševanja po strojni opremi računalnika. Te pogosto zahtevajo hiter mikroprocesor (CPU), ki omogoča igranje grafično zahtevnih iger (procesor nadzoruje igro in umetno inteligenco) ter seveda zadostno količino delovnega pomnilnika (RAM).
Podobno se 3D igre opirajo na močan grafični procesor (GPU - graphics processing unit), ki pospeši izračun slike pri bolj zapletenih scenah realnem času. GPU je lahko že integriran del matične plošče, vendar pa tak navadno ne zadošča zahtevam igre – v tem primeru se lahko na zaslonu opazi trepetajočo grafiko ali zmanjšano hitrost sličic (število sličic videa, ki so prikazane na zaslonu vsako sekundo), zaradi česar igranje igre postane podobno nekakšni predstavitvi. Zvočne kartice nudijo izboljšan zvok v računalniški igri. Te kartice nudijo izboljšan trirazsežni zvok in nudijo krepitev zvoka, ki je z integriranim nadomestkom zvočne kartice ni na voljo.
Fizično procesna enota (PPU), ki so jo poimenovali PhysX, je namenjena pospeševanju fizičnih simulacij v računalniških igrah. PPU omogoči računalniku, da lahko predela veliko količino kompleksne interakcije oz. medsebojnega vpliva med objekti, telesi oz. predmeti, kot če se uporablja le procesor. To pomeni, da so vsi posebni učinki pri uporabi PPU-ja, kot so npr. realistično padanje predmetov, megla, ki se ustvarja okrog premikajočih se objektov, pljuskanje vode in dvigajoč se prah, ki ga povzroča hoja, poškodbe okolice pri eksplozijah, trganje in uničevanje določenih materialov (recimo trganje blaga), odziv okolice ob dotiku lika, pa tudi samo gibanje, videti precej bolj realistični. Na kratko povedano – medtem ko je trirazsežna grafika delo grafičnega pospeševalnika ali kartice ter nadzorovanje igre in umetne inteligence mikroprocesorja, fizično procesna enota poskrbi za fiziko oz. obnašanje objektov v igri.
Fizično procesna enota potrebuje za delovanje še dodatno napajanje, ima pa tudi ventilator, ki služi za hlajenje. Njena slabost je, da PPU-ja ne podpirajo vse igre na trgu, kajti na trgu še ni dovolj razvijalcev iger, ki bi igro načrtovali z mislijo na kartico PhysX in njeno podporo v igri., njeno delovanje pa je vezano tudi na posebne gonilnike. Včasih je nakup nasmiseln, saj že tudi nekatere grafične kartice podpirajo fiziko v igrah.

#### Vhodne enote
Smisel igranja računalniških iger je seveda ta, da igralec nadzoruje lik oziroma določen objekt (npr. avtomobil), ki se giblje in počne stvari tako, kot mu »zapove« igralec, kar je tudi glavna razlika med igro in filmom. Da pa bi se lik gibal po igralčevih željah, potrebuje vhodne enote. Najbolj osnovna je tipkovnica. Pri igranju igre se pritiska tipke na njej, od katerih vsaka posebej pomeni določeno dejanje ali premik. Prav tako je ena od preprostejših vhodnih enot miška, s katero pa se lahko zaradi majhnega števila gumbov (ima dva do največ pet gumbov) izvaja precej omejeno število dejanj v igri. Miško se lahko samostojno uporablja po navadi le v preprostejših igrah, medtem ko je v večini iger namenjena v glavnem premikanju in najpogostejšim akcijam.
Za simulacije vožnje so na voljo posebni volani in pedala, pri pilotiranju letala pa igralna palica, ki je uporabna tudi v akcijskih in pustolovskih igrah ter drugih. Podobne naprave, kot sta volan in igralna palica, so uporabne na simulatorjih, med drugim pri simulacijah za urjenje pilotov in plovbnih tehnikov, ki se učijo manevrirati ladje. Ena najbolj priročnih nadzornih naprav pa je igralni plošček. Enako kot tipkovnica ima nadzorne tipke, ki pa so drugače razporejene, tako da se jih s prsti lažje doseže, poleg njih pa še dodatne mehanizme, npr. eno ali več miniaturnih igralnih palic.

## Načela igranja
- cilj
- pravila
- točkovanje
- prostovoljnost

Za računalniške igre porabi človek vedno več prostega časa, 100 milijonov Evropejcev npr. igra 13 ur tedensko. Igra postaja metafora človekove dejavnosti, govorijo o igrifikaciji (gamification) življenja.

## Večigralstvo

#### Lokalno omrežno igranje iger
Leta 1979 je Roy Trubshaw napisal prvo večigralsko pustolovščino Multi User Dungeons. Igra, ki se je dogajala v blodnjaku v podzemlju, je bila besedilna, od ostalih pa se je ločila po tem, da jo je hkrati lahko igralo več igralcev. To so bili začetki omrežnega igranja.
Preden je širokopasovni dostop do medmrežja postal razpoložljiv širši množici, je bilo večigralstvo omejeno samo na lokalno omrežje (LAN). LAN je omogočil več igralcem , da so se pridružili igranju katerekoli računalniške igre. Za lokalno omrežno igranje sta potrebna dva ali več osebnih računalnikov, usmerjevalnik in več omrežnih kablov, s katerimi se vsak računalnik priklopi na omrežje. Vsak računalnik pa mora imeti še omrežno kartico, nameščeno ali integrirano na matični plošči, da lahko izmenjuje informacije z drugimi računalniki, priklopljenimi na omrežje. Dodatno se lahko katero koli lokalno omrežje priklopi na medmrežje.

#### Spletne igre
Spletne večigralske igre so dosegle priljubljenost zaradi večanja deleža širokopasovnega dostopa do spleta med uporabniki. Dostop do medmrežne povezave je namreč omogočil velikemu številu igralcev igranje skupaj.
Čeprav je mogoče igrati spletne igre z uporabo klicnega dostopa do interneta (oblika dostopa do medmrežja skozi telefonski priključek), mora biti pasovna širina čim višja, če se želi zmanjšati latenco med igralci (latenca je čas, ki je potreben, da se v omrežju podatkovna enota prenese od oddajnika k prejemniku). Takšne povezave zahtevajo širokopasovno združljiv modem, povezan na osebni računalnik skozi mrežno kartico, ki je lahko poleg tega povezana tudi z usmerjevalnikom. Spletne večigralske igre zahtevajo program – strežnik, ki ji pove, kje se nahajajo drugi igralci, predmeti ..., kakšne so njihove značilnosti, v kakšnem odnosu so med seboj igralci, ... Samo v ZDA danes gostijo približno 500.000 igralnih strežnikov.